# Ел Алто
Ел Алто (на испански: El Alto, което се превежда Високият или Височина) е град (до 1985 г. предградие на Ла Пас) в Боливия, разположен в планините Алтиплано. Според данните от 2013 г., населението на града е 1 079 698 души. Ел Алто е високо разположеният мегаполис в света, на височина 4150 m надморска височина. Климатът в града е студен, като най-високата температура през лятото достига едва 17 °C. Ел Алто е най-бързо растящият град в Боливия, заради тенденцията на населението да се премества от селските райони на страната към околността на столицата Ла Пас, която започва със селската реформа през 1952 г. и се увеличава през последните 10 години. 79% от населението на града е от етноса аймара, 6% са кечуа и 19% са европейски потомци. От дълго време Ел Алто е известен като икономическата столица на Боливия.
В града се намира международното летище Ел Алто, което също служи като основното летище на Ла Пас.
Градът е необитаем до 1903 г., когато е построена жп-гара на новопостроената жп-линия, водеща от езеро Титикака до град Арика. През 1925 г. до града е построено военно летище, което привлича допълнително заселници. 14 години по-късно, през 1939 г., отваря врати първото начално училище в града. През 50-те години на XX век Ел Алто започва да расте много и цените на имотите в града се качват поради недостига на земя. На 6 март 1985 г. Ел Алто и провинцията около града се отделят официално от Ла Пас, а две години по-късно, е обявен за град.

## Галерия
- Ел Алто
- Ел Алто
- Изглед към международното летище Ел Алто
- Сателитна снимка на града